# Хотедршица
Хотедршица (словен. Hotedršica, итал. Gottedrasizza) је насељено место у општини Логатец, Средњесловенска регија, Словенија.

## Историја
До територијалне реорганизације у Словенији била је у саставу старе општине Логатец.

## Становништво
У попису становништва из 2011. године, Хотедршица је имала 598 становника.
| Број становника према пописима | Број становника према пописима | Број становника према пописима |
| ------------------------------ | ------------------------------ | ------------------------------ |
| 1991                           | 2002                           | 2011                           |
| 491                            | 554                            | 598                            |